# Брегана Писаровинска
Брегана Писаровинска је насељено место у саставу општине Писаровина у Загребачкој жупанији, Хрватска. До територијалне реорганизације у Хрватској налазила се у саставу старе општине Јастребарско.

## Становништво
На попису становништва 2011. године, Брегана Писаровинска је имала 243 становника.

## Попис1991.
На попису становништва 1991. године, насељено место Брегана Писаровинска је имало 220 становника, следећег националног састава:
| Попис 1991.‍ | Попис 1991.‍ | Попис 1991.‍ | Попис 1991.‍ | Попис 1991.‍ |
| ----------- | ----------- | ----------- | ----------- | ----------- |
|             |             |             |             |             |
| Хрвати      | Хрвати      |             | 218         | 99,09%      |
| Муслимани   | Муслимани   |             | 1           | 0,45%       |
| Срби        | Срби        |             | 1           | 0,45%       |
| укупно: 220 |             |             |             |             |